# Fahrt durchs Wasser
Mit der Bezeichnung Fahrt durchs Wasser (abgekürzt FdW) wird die Geschwindigkeit eines Wasserfahrzeugs relativ zur befahrenen Wassermasse angegeben. Durch die Berücksichtigung von Strom (Versatz des Fahrzeugs durch die Strömung des Wassers) und Abdrift (Versatz des Fahrzeugs durch den Einfluss des Winds) ergibt sich die Geschwindigkeit über Grund. 
Ein treibendes Fahrzeug macht Fahrt über Grund, aber keine Fahrt durch Wasser. Umgekehrt macht ein in einer Strömung (z. B. Fluss) liegendes Fahrzeug, das exakt seine Position hält, Fahrt durch Wasser (und zwar genau mit dem Betrag der Geschwindigkeit der Strömung), aber keine Fahrt über Grund.
Bei einer Fahrt mit einem geeigneten Antrieb gegen die Strömung ist die Fahrt durchs Wasser größer, bei einer Fahrt mit der Strömung kleiner als die Fahrt über Grund. Ein Schiff muss Fahrt durchs Wasser machen, damit sein Ruder Wirkung zeigt und das Schiff damit steuerbar ist, da das Ruder vom Wasser umströmt werden muss, um zu funktionieren.  
Die Fahrt durchs Wasser kann unter anderem mit Hilfe einer Logge  gemessen werden.
Der Begriff mit Fahrt durchs Wasser darf nicht verwechselt werden mit dem seerechtlichen Begriff in Fahrt. Ein Fahrzeug ist in Fahrt, wenn es weder an Land festgemacht ist oder vor Anker liegt, noch am Grund festsitzt. Ein Fahrzeug, das antriebslos im Wasser treibt, ist also ohne Fahrt durchs Wasser, aber dennoch in Fahrt.